# Dolph Ziggler
Nicholas Theodore Nemeth (Cleveland (Ohio), 27 juli 1980), beter bekend als Dolph Ziggler en onder zijn echte naam Nic Nemeth, is een Amerikaans professioneel worstelaar die sinds 2024 actief voor Total Nonstop Action Wrestling (TNA). Tevens maakt hij verschijningen voor het Japanse New Japan Pro Wrestling (NJPW) en de Mexicaanse Lucha Libre AAA Worldwide (AAA).
Nemeth werkte oorspronkelijk onder verschillende ringnamen, zoals "Nicky" toen hij lid was van Spirit Squad, maar hij werd in 2008 gereboot als "Dolph Ziggler", zijn recente ringnaam. Als Ziggler won hij 2 keer het WWE United States Championship, één keer het WWE Tag Team Championship met Drew McIntyre en is een voormalig winnaar van Money in the Bank. Ziggler was de 22e Triple Crown Champion in de geschiedenis.
Dolph Ziggler was met 20 contractjaren een van de worstelaars die het langst onafgebroken in de WWE aanwezig was. Hij moet enkel Shawn Michaels, Triple H, John Cena en Randy Orton laten voor gaan.
Naast zijn carrière als worstelaar is hij stand-upcomedian.

## Professioneel worstelcarrière (2004-)

### World Wrestling Entertainment/WWE (2004-heden)

#### Ohio Valley Wrestling (2004-2005)
In november 2004 sloot Nemeth een overeenkomst met de World Wrestling Entertainment (WWE), hoewel hij pas was gestart als worstelaar. Hij werd doorgestuurd naar het opleidingscentrum 'Ohio Valley Wrestling' (OVW) onder de ringnaam "Nick Nemeth". Nemeth debuteerde in de worstelshow Monday Night Raw op 19 september 2005, maar keerde niet veel later alweer terug naar de OVW. Nemeth vervolledigde daarna zijn opleiding en werd vooral getraind door Lance Storm en Al Snow.

#### Spirit Squad (2005-2006)
In het najaar van 2005 werd Nemeth lid van "Spirit Squad", een groep mannelijke cheerleaders. Nemeth werd steevast "Nicky" genoemd. Op 23 januari 2006 maakte de groep hun televisiedebuut tijdens een aflevering van Monday Night Raw. Nemeth en "Spirit Squad" hielp Jonathan Coachman aan een overwinning tegen Jerry "The King" Lawler bij het evenement Royal Rumble. Het team was kort een gesel voor Shawn Michaels in het voorjaar van 2006.
Op 3 april 2006 veroverde Nemeth als lid van "Spirit Squad" het WWE World Tag Team Championship toen groepsleden Kenny Dykstra en Mike "Mikey" Mondo het duo Kane en The Big Show versloegen. "Spirit Squad" behield de titel tot 5 november 2006, maar werd ontbonden op 27 november 2006 nadat ze verslagen werden door D-Generation X en Ric Flair en de leden elkaar de nederlaag verweten.

#### Florida Championship Wrestling (FCW) (2007-2008)
Op 17 januari 2007 keerde Nemeth even terug naar de OVW en gebruikte opnieuw zijn oude ringnaam "Nick Nemeth". Eind augustus 2007 werd Nemeth doorverwezen naar het destijds nieuwe opleidingscentrum Florida Championship Wrestling (FCW) en kreeg daar met "The Natural" een bijnaam.
Vanaf het voorjaar van 2008 werd zijn ringnaam geschreven als "Nic Nemeth" en werkte hij nauw samen met Brad Allen, terwijl Tiffany dienstdeed als hun 'valet' of aanmoediging. Nemeth en Allen veroverden op 22 maart 2008 het FCW Florida Tag Team Championship en bleven kampioen tot 15 april 2008. Nemeth won op 16 augustus 2008 voor de tweede keer het 'FCW Florida Tag Team Championship' met Gavin Spears (later bekend als "Tye Dillinger"). Het duo behield een maand lang de titel.

#### WWE Intercontinental Championship (2008-2010)
Nemeth keerde terug naar het programma Monday Night Raw op 15 september 2008 met de ringnaam "Dolph Ziggler", en anno 2019 gebruikt Nemeth deze naam nog steeds. Ziggler had vervolgens een maandenlange (kayfabe) relatie met Maria Kanellis en een langdurige verhaallijn naast Rey Mysterio. Op 17 april 2009 versloeg hij Montel Vontavious Porter in zijn eerste wedstrijd als worstelaar in de show Friday Night SmackDown!.
In juni 2010 had Ziggler een fictieve relatie met Vickie Guerrero. Ziggler won tijdens een aflevering van Friday Night SmackDown! op 28 juli 2010 met het WWE Intercontinental Championship zijn eerste grote kampioenschap en was 5 maanden titelhouder, tot hij verloor van Kofi Kingston op 4 januari 2011. Tussendoor was Ziggler ook te zien in het 4e seizoen van NXT, waar hij samen met Guerrero mentor was van Jacob Novak en later van Byron Saxton.

#### World Heavyweight Championship (2011-2014)

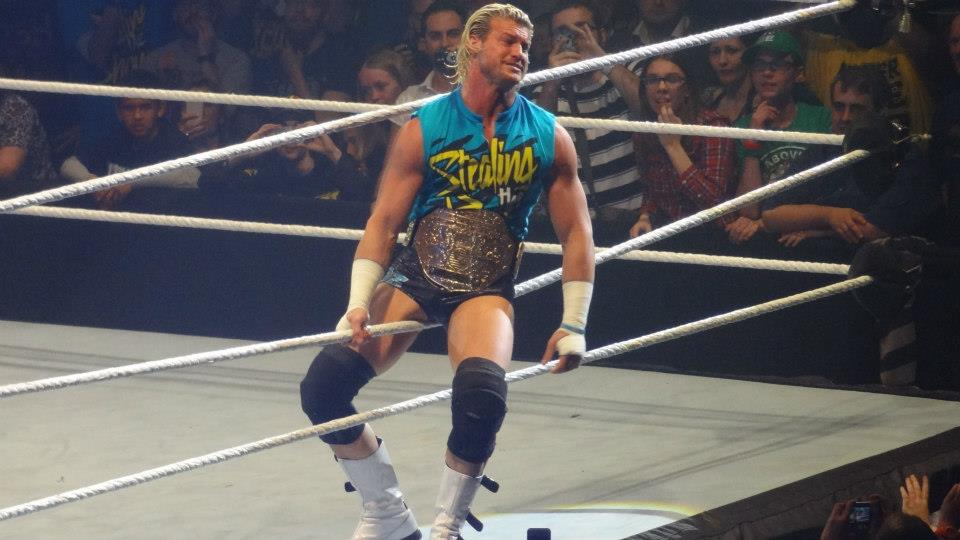
Dolph Ziggler als World Heavyweight Champion in 2013 tijdens een tournee van WWE in België

In het voorjaar van 2011 kreeg Ziggler het aan de stok met Edge voor het World Heavyweight Championship. Ziggler verloor eerst nog van Edge bij het evenement Royal Rumble, maar op 15 februari 2011 behaalde Ziggler voor de eerste keer het World Heavyweight Championship met een overwinning tegen Edge.
Theodore Long, de toenmalige "General Manager" van Friday Night SmackDown! die door toedoen van Ziggler in het ziekenhuis belandde, boekte meteen een herkansing en Ziggler verloor al snel de titel aan Edge, waardoor Zigglers heerschappij slechts 11 minuten en 23 seconden duurde. Ziggler veroverde het WWE United States Championship van Kofi Kingston bij het evenement Capitol Punishment in juni 2011, maar moest de titel afstaan aan Zack Ryder bij het evenement Tables, Ladders and Chairs. In januari 2012 daagde hij CM Punk uit voor het WWE Championship bij het evenement Royal Rumble, maar verloor.
Ziggler won in de zomer van 2012 de Money in the Bank ladder match bij het gelijknamig evenement en kreeg uitzicht op het World Heavyweight Championship. Tijdens een aflevering van Raw op 8 april 2013 diende hij de koffer in en veroverde het World Heavyweight Championship van Alberto Del Rio. Enkele weken later liep hij een hersenschudding op, maar twee maanden later maakte Ziggler alweer zijn rentree. Hij moest de titel opnieuw aan Alberto Del Rio laten bij het evenement Payback.
Rond deze periode had Ziggler een fictieve affaire met AJ Lee. In die hoedanigheid maakte hij John Cena het leven zuur. AJ Lee bedroog Cena met Ziggler. Hij versloeg Cena in een ladder match bij het evenement Tables, Ladders and Chairs in december 2012.
Ziggler won voor de 4e keer het WWE Intercontinental Championship door Luke Harper te verslaan bij het evenement Tables, Ladders and Chairs op 14 december 2014. Ziggler was in november 2014 ook de enige overlever van de traditionele 'Survivor Series'-eliminatiewedstrijd bij het evenement Survivor Series als lid van "Team Cena", iets wat hij eerder al klaarspeelde in 2012. Ziggler worstelde in 2014 eenmalig tegen Triple H tijdens een aflevering van Raw, maar verloor.

#### Jacht op WWE Championship & tag team met Drew McIntyre (2016-2018)
Op 26 juli 2016 verwierf hij een kans op het WWE Championship van Dean Ambrose. Ziggler worstelde tegen Ambrose bij het evenement SummerSlam in augustus 2016, maar verloor. Ziggler kreeg een kans om wederom uitdager te worden van Ambrose, maar verloor van A.J. Styles tijdens een aflevering van Tuesday Night SmackDown! Live. Op 11 september 2016 verloor Ziggler van The Miz in een wedstrijd voor het WWE Intercontinental Championship bij het evenement Backlash.
Vanaf de lente van 2018 vormde Ziggler een tag team als partner van Drew McIntyre, met wie hij één keer het WWE Raw Tag Team Championship won. Ziggler en McIntyre concentreerden zich voortdurend op The Shield (Dean Ambrose & Seth Rollins), aan wie ze de titelriemen uiteindelijk verloren op 22 oktober 2018. Ziggler en McIntyre beëindigden hun samenwerking in december 2018. Tijdens zijn periode als partner van Drew McIntyre veroverde Ziggler nog een 6e keer het WWE Intercontinental Championship van Seth Rollins.

## In het worstelen
- Finishers
  - Jumping reverse STO (2007-2008)
  - Sleeper hold (2010–heden)
  - Zig Zag (2008-heden)
- Signature moves
  - Jumping DDT
  - Jumping elbow drop gevolgd door een herhalende elbow drop
  - Brainbuster
  - Diving leg lariat
  - Enzuigiri
  - Inverted DDT
  - Tilt–a–whirl headscissors
  - Superkick (2010-heden)
- Managers
  - Taryn Terrell / Tiffany
  - Maria
  - Vickie Guerrero
  - Jack Swagger
  - AJ Lee en Big E Langston

## Prestaties
- Florida Championship Wrestling
  - FCW Florida Tag Team Championship (2 keer; 1x met Brad Allen en 1x met Gavin Spears)
- Lucha Libre AAA Worldwide
  - AAA Mega Championship (1 keer)
- New Japan Pro Wrestling
  - IWGP Global Heavyweight Championship (1 keer)
- World Wrestling Entertainment/WWE
  - WWE World Heavyweight Championship (2 keer)
  - WWE World Tag Team Championship (2 keer, met een lid van Spirit Squad (1x) en Drew McIntyre (1x))
  - WWE Intercontinental Championship (6 keer)
  - WWE United States Championship (1 keer)
  - Triple Crown Championship (22ste)
  - Money in the Bank (2012)
- Slammy Award
  - Match of the Year (2014) - "Team Cena" vs. "Team Authority" bij het evenement Survivor Series